# Salthusøyna
Salthusøyna est une île dans le landskap Sunnhordland du comté de Vestland. Elle appartient administrativement à Lindås.

## Géographie
Rocheuse et couverte d'arbres, elle s'étend sur environ 1,619 km de longueur pour une largeur approximative de 538 m. 